# 야니 젤먼

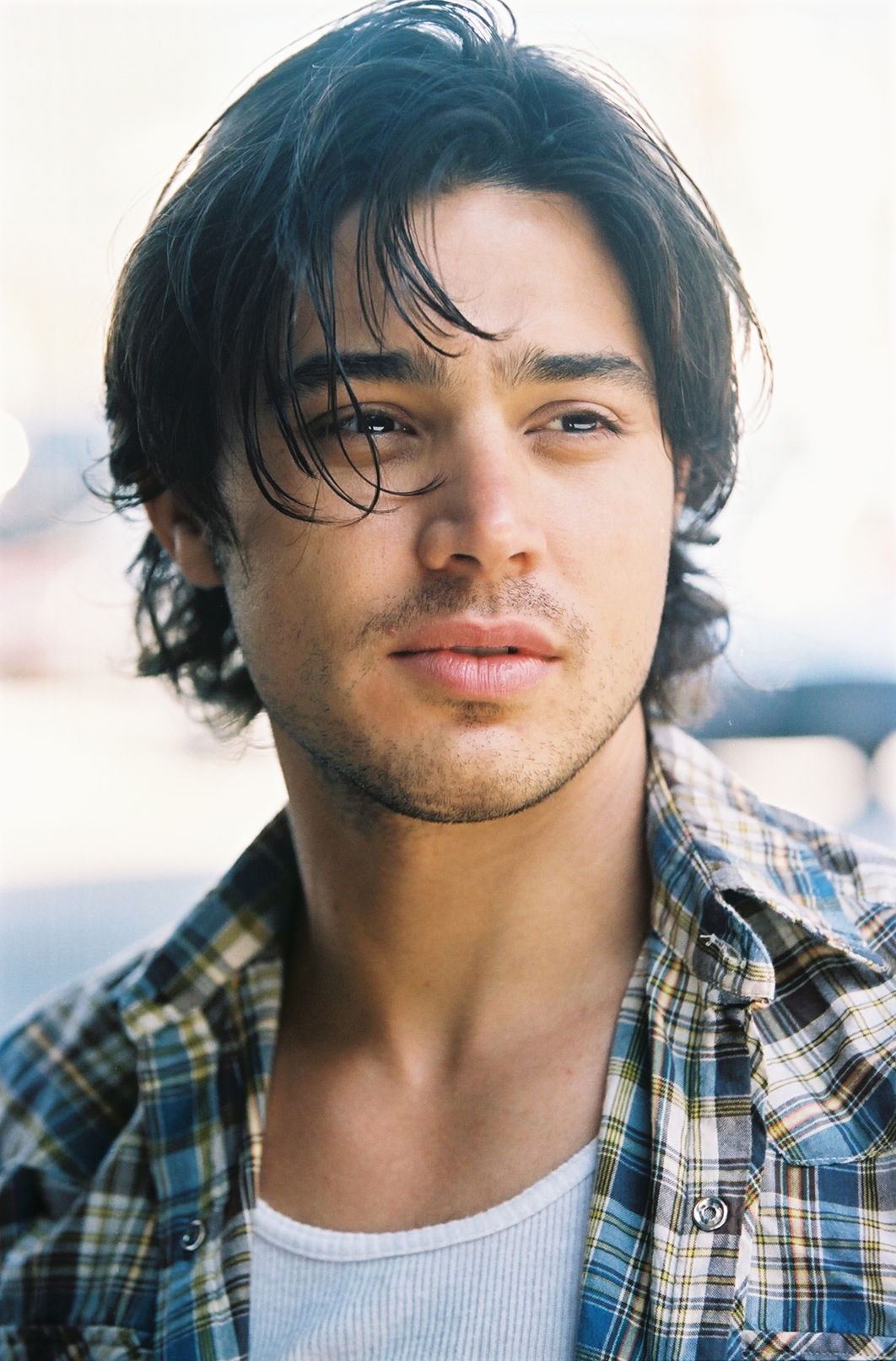

야니 겔먼(Yani Gellman, 영어 발음: /ˈɡɛlmən/, 1985년 9월 2일 ~ )은 미국의 배우이다.
마이애미에서 태어났다.

## 출연 작품
- 더 세인트 (2017년) - 도일 코센티노 역
- 47 미터 (2017년) - 루이스 역
- 트리거 포인트 (2015년)
- 블러드 앤 오일 (2015년)
- 트루 컨페션스 (2002년)
- 매튜 셰퍼드 스토리 (2002년)
- 제이슨 X (2001년)
- 보스 (1999년)

### 텔레비전
- 리지의 사춘기 (2003년) - 파올로 발리사리 역
- 더 영 앤 더 레스트리스 (1973년)
- 오일
- 90210 시즌4
- 프리티 리틀 라이어스 1 (2010년) - 오피서 가렛 레이놀즈 역
- 그릭 1 (2007년)